# 八咫烏 (小惑星)
八咫烏（やたがらす、9106 Yatagarasu）は、太陽系の小惑星のひとつ。火星と木星の間の軌道を公転している。1997年に群馬県大泉町在住の小林隆男により発見され、2004年に小林自身により命名された。
日本神話に登場する八咫烏に因んで命名された。